# Великая Березянка
Вели́кая Бере́зянка (укр. Велика Березянка) — село, входит в Таращанский район Киевской области Украины. Административный центр Великоберезянского сельского совета.
Село расположено на реке Березянка. Занимает площадь 5,516 км².
Население по переписи 2022 года составляло 1015 человека.

## Местный совет
09550, Киевская обл., Таращанский р-н, с. Великая Березянка; тел. 34-3-23.

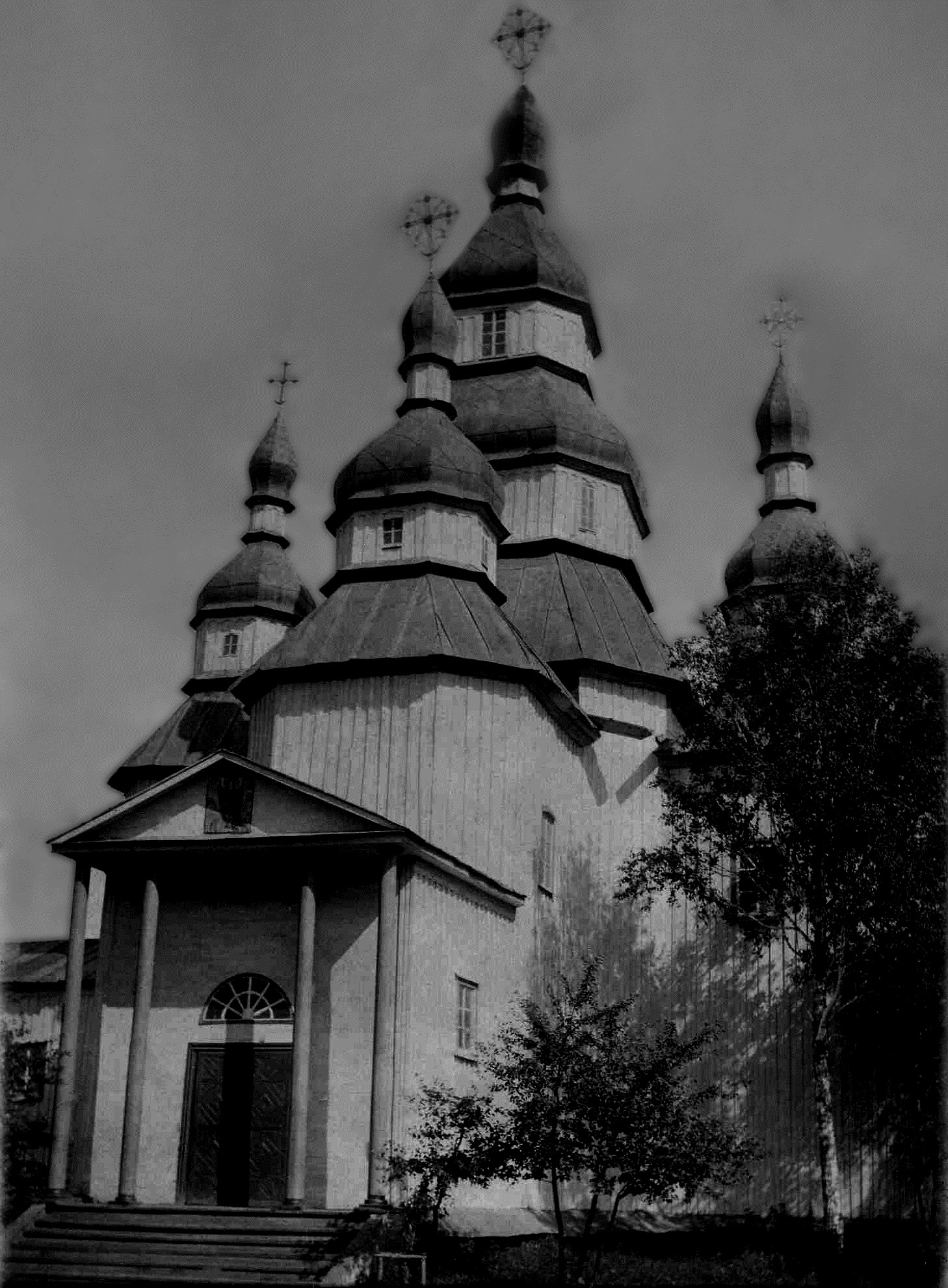
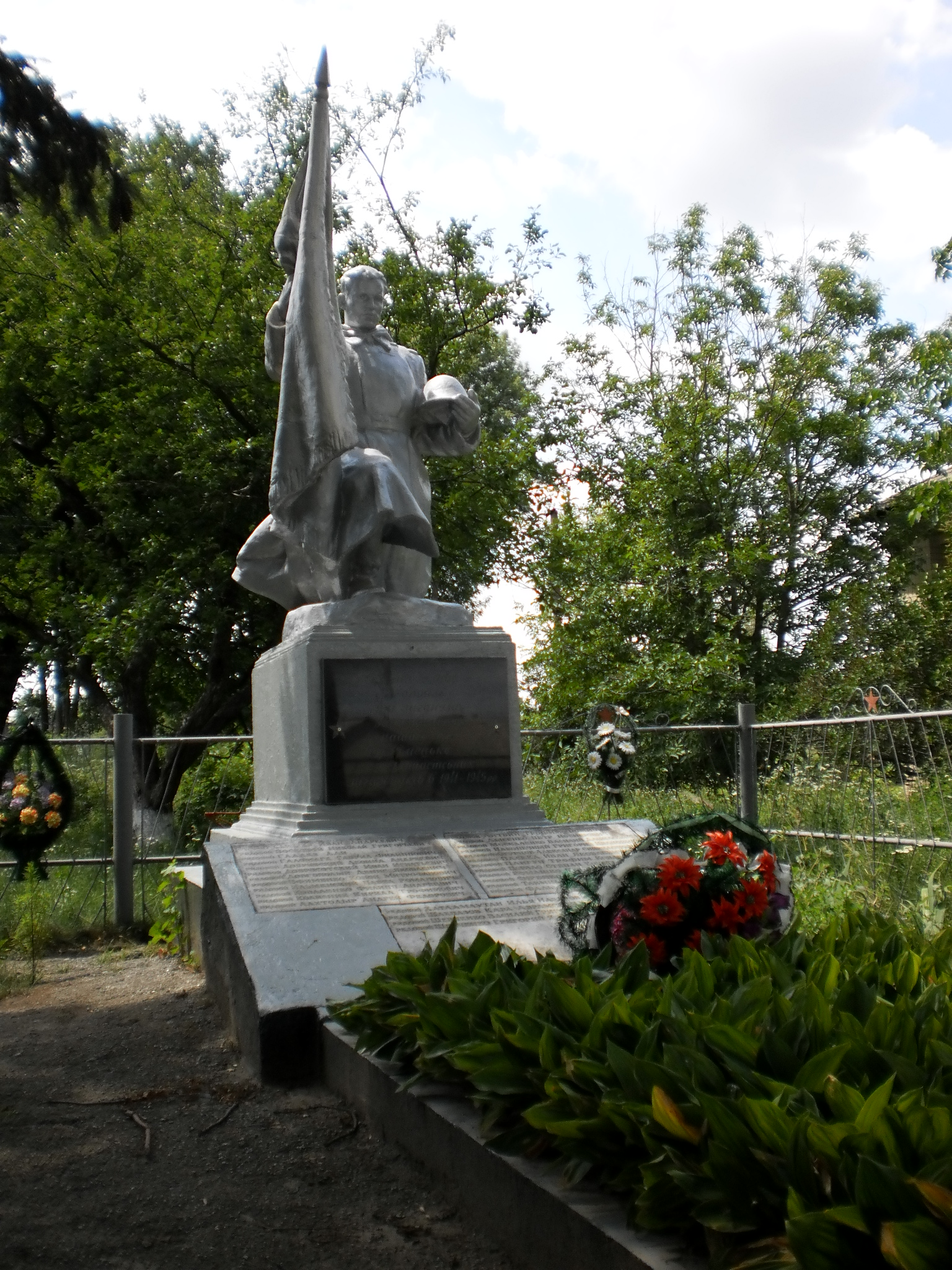
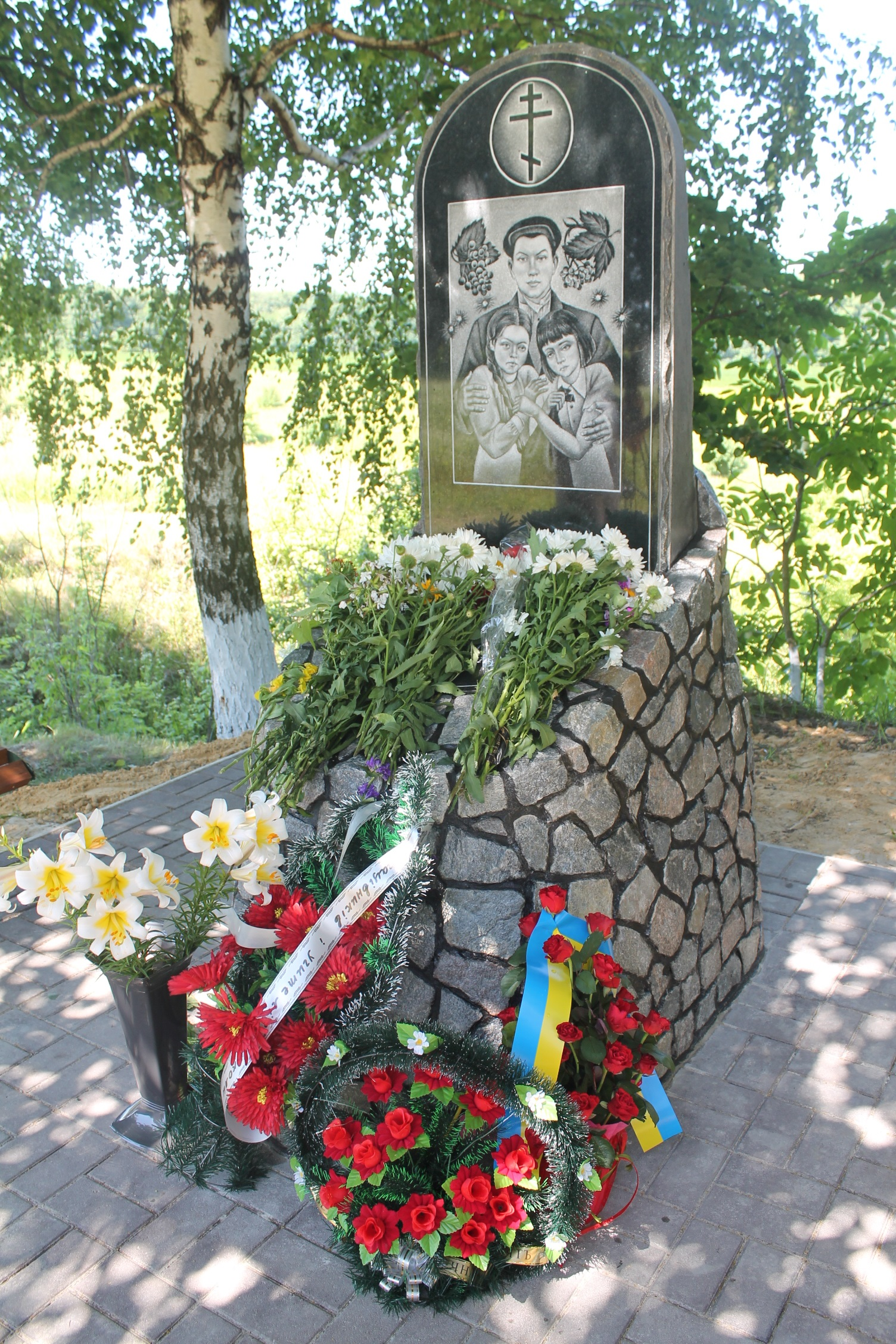